# Balacra tamsi
Balacra tamsi är en fjärilsart som beskrevs av Sergius G. Kiriakoff 1957. Balacra tamsi ingår i släktet Balacra och familjen björnspinnare. Inga underarter finns listade i Catalogue of Life.